# Bohdanečský rybník (národní přírodní rezervace)

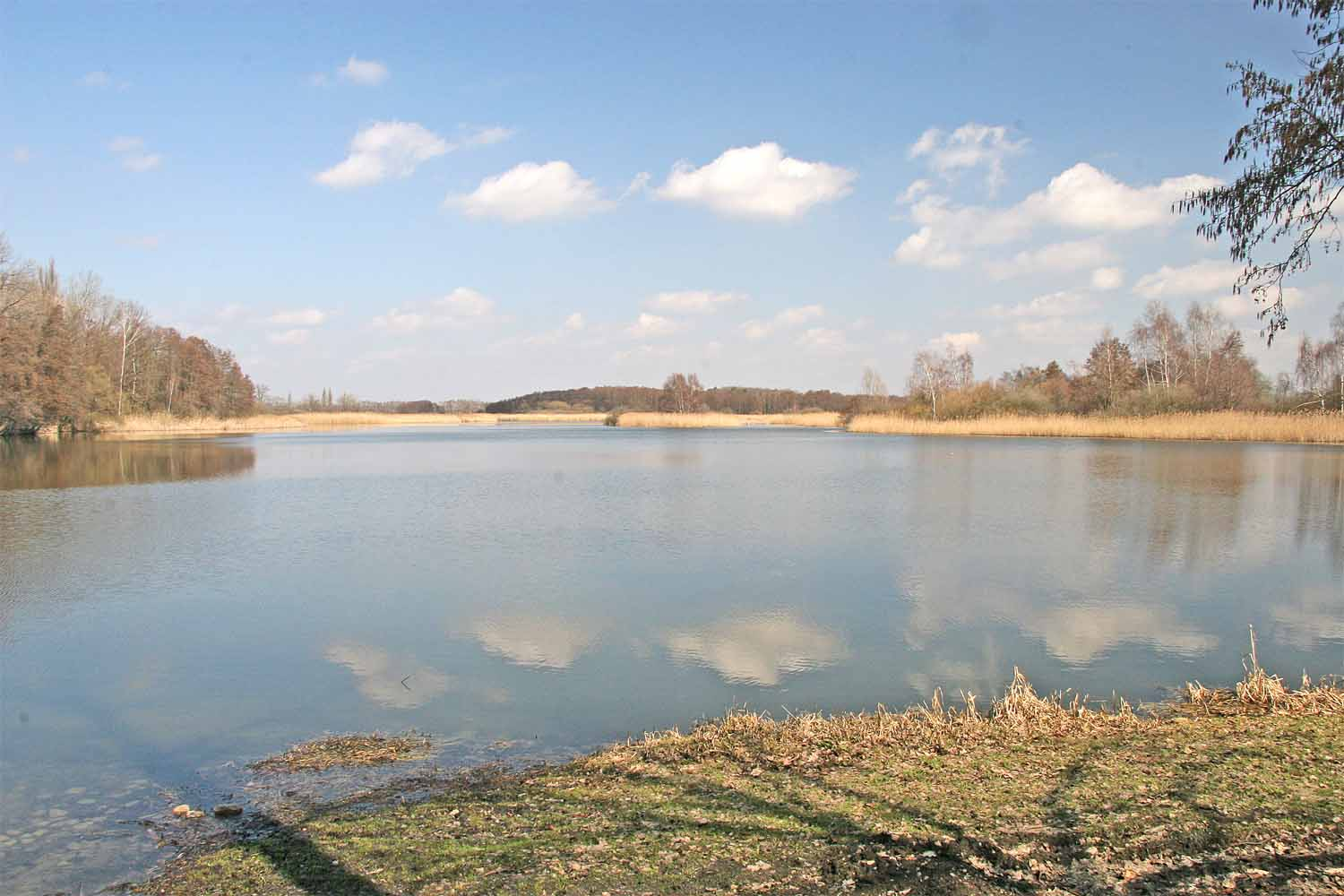
Bohdanečský rybník a rybník Matka

Národní přírodní rezervace Bohdanečský rybník leží ve východních Čechách u města Lázně Bohdaneč. Zvláště chráněné území zde bylo vyhlášeno již roku 1951 tehdejším Ministerstvem školství, věd a umění a mělo statut Státní přírodní rezervace. Předmětem ochrany byly především významná ornitologická lokalita s výskytem řady vzácných druhů (například bahňáků) a komplex vodních, mokřadních a lesních ekosystémů, dále pak slatinné louky a bažinné olšiny, vrbiny a doubravy.
Od roku 2005 jsou Bohdanečský rybník spolu s rybníkem Matka součástí národní přírodní rezervace (NPR) Bohdanečský rybník podle vyhlášky Ministerstva životního prostředí ČR č.451/2005 Sb. a spadá pod správu regionálního pracoviště Východní Čechy AOPK ČR. Rozloha NPR činí 247,8 ha a 60 ha ochranné pásmo.
Roku 2004 zde byla nařízením vlády č.608/2004 Sb. vyhlášena ptačí oblast (PO) Bohdanečský rybník o výměře 306,8 ha, do které kromě Bohdanečského rybníka a rybníka Matka patří také Zábranské rybníčky a louka Zástava poblíž Dolan. Předmětem ochrany je populace chřástala kropenatého (Porzana porzana) a jeho biotop.
Ve stejném roce došlo i k vyhlášení Evropsky významné lokality (EVL) Bohdanečský rybník a rybník Matka. EVL má 251,3 ha a vznikla pro ochranu druhů: kuňka ohnivá (Bombina bombina), lesák rumělkový (Cucujus cinnaberinus), modrásek bahenní (Maculinea nausithous) a vážka jasnoskvrnná (Leucorrhinia pectoralis).

## Lokalita
Lokalita se nachází na území Pardubického kraje asi 10 km od města Pardubice, na severozápadním okraji města Lázně Bohdaneč. Leží v nadmořské výšce 215 až 220 m v rovinaté oblasti Východolabské tabule. Fytogeograficky spadá do oblasti Pardubického Polabí. Součástí oblasti jsou rybníky (Bohdanečský rybník, Matka) včetně rákosin a ostřicových porostů, ostrovy a také okolní louky a lesy.
Bohdanečský rybník má při hospodářské hladině plochu 90 ha a jeho katastrální výměra činí 158 ha. Rybník Matka plochu 7 ha a katastrální výměru 14 ha. Oba rybníky jsou napájeny vodou z Opatovického kanálu.

## Historie
První zmínky o Bohdanečském rybníce pochází již z 15. století. Ačkoliv jeho vznik není jasný, pravděpodobnými zakladateli byli fišmistr Vlček (rok 1496) a Jan Křenek z Čestic (1518 až 1520). Za vlády Viléma z Pernštejna došlo k velkému rozvoji rybníkářství na Pardubicku a po dokončení Opatovického kanálu (32,5 km) vznikla rozlehlá rybniční soustava asi 250 rybníků (v roce 1560), jejíž součástí se stal i Bohdanečský rybník. V 17. století však došlo k ekonomické krizi a rybníky byly postupně rušeny a vysušovány. V dnešní době je Bohdanečský rybník největší ze všech, které se ze starší doby dochovaly. V době vyhlášení Státní přírodní rezervace bylo území bohaté na mnoho vzácných druhů rostlin i zvířat, především bahňáků.
V druhé polovině 20. století se bohužel situace zhoršila. Ptáci trpěli především devastací Polákova poloostrova, kde až do roku 1974 probíhal chov vodní drůbeže Státním rybářstvím Litomyšl, a intenzivním chovem ryb. Slatinné louky v okolí, které byly původně sečeny a spásány, byly ponechány bez zásahů a rybník nebyl nadále letněn. Vlivem tohoto ochranářsky nevhodného managementu lokalita začala zarůstat, zajímavé druhy byly nahrazeny náletovými dřevinami a křovinami.
Proto bylo roku 1993 obnoveno kosení rákosí a luk a současně byly likvidovány náletové dřeviny a ve dvou fázích došlo k vymýcení aleje nepůvodního topolu kanadského (Populus canadensis). Vznikla mozaika ploch ponechaných volnému vývoji a ploch obhospodařovaných, což vedlo opět ke zvýšení biodiverzity. Napomohla tomu i revitalizace rybníka Matka a vytvoření tůní v severozápadní zátoce v roce 1999. Poté následovala revitalizace Bohdanečského rybníka od roku 2005, jeho odbahnění, vytvoření litorálních pásem a soustavy ostrůvků a lagun a rozčlenění rákosinových porostů.
Po skončení první fáze revitalizace Bohdanečského rybníka, která proběhla mezi roky 2013-2014, vznikly na 15 ha mělčiny a laguny, což prospělo řadě vzácných druhů. Během revitalizace bylo odstraněno taktéž přes 150 000 m³ sedimentů.
Poslední etapa revitalizace Bohdanečského rybníka započala v lednu 2015 a byla ukončena v roce 2016.

## Přírodní poměry

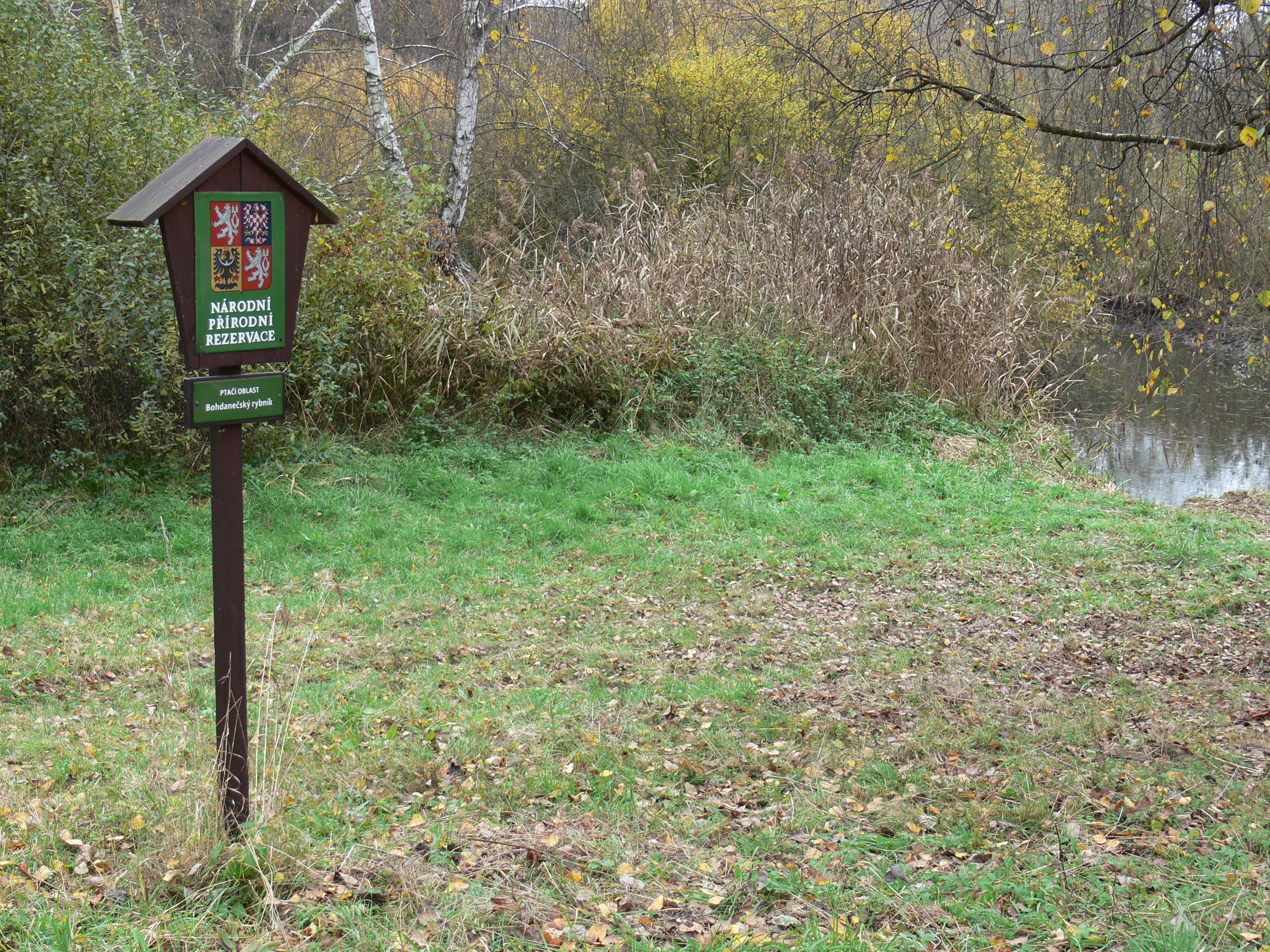
Pohled do rezervace

Podloží oblasti tvoří recentní hlinité a hlinitopísčité naplaveniny, které vytváří nivní hygromorfní půdy, gleje, pseudogleje a arenické kambizemě.
Největší plochu (60 %) zaujímají mokřady s mokřadní vegetací, které tvoří Bohdanečský rybník a rybník Matka a Zábranské rybníky a tok Opatovického kanálu v ochranném pásmu. Téměř 20 % rozlohy mají lesy, ať už kulturní porosty, které jsou složeny především z nepůvodních druhů dřevin, které sem byly introdukovány v minulosti, nebo olšiny a vrbiny, které jsou klimaxovým stádiem podmáčených stanovišť a břehů rybníků. Dalších 9 % tvoří vlhké kosené podmáčené louky (bezkolencové, ostřicové, slatinné, mezofilní ovsíkové), které jsou v národní přírodní rezervaci druhově nejbohatším biotopem. Zbylé území tvoří ze 7 % kulturní krajina a ze 3 % křoviny.

### Flora
Během inventarizačního průzkumu bylo nalezeno 455 druhů vyšších rostlin, 300 druhů hub a 73 druhů mechů. Z vodních rostlin se zde vyskytuje ohrožená řečanka přímořská (Najas marina), bublinatka menší (Utricularia minor) a zevar nejmenší (Sparganium minimum).
V severozápadní zátoce rybníka Matka je hojný rdest světlý (Potamogeton lucens), z těch vzácnějších pak nalezneme rdest tupolistý (Potamogeton obtusifolius), rdest ostrolistý (Potamogeton acutifolius) a rdest alpský (Potamogeton alpinus). Na březích rybníků se vyskytují rákosiny přecházející v ostřicové porosty. Z lučních společenstev se tu nachází silně ohrožené ostřice Davallova (Carex davalliana) a prstnatec pleťový (Dactylorhiza incarnata) a ohrožené prstnatec májový (Dactylorhiza majalis) a pupečník obecný (Hydrocotyle vulgaris). V minulosti byla zaznamenána i kriticky ohrožená orchidej hlízovec Loeselův (Liparis loeselii), která ale zarůstáním vymizela.
Ze vzácných hub zde rostou zástupci holubinka mokřadní (Russula subrubens), holubinka Queletova (Russula Queletii) a žampion Langeův (Agaricus langei Moell.). V lesích jsou z nepůvodních dřevin smrk ztepilý (Picea abies) a invazní trnovník akát (Robinia pseudoacacia), dub červený (Quercus rubra) a borovice vejmutovka (Pinus strobus). Přirozené doubravy tvoří dub letní (Quercus robur), topol osika (Populus tremula) a bříza bělokorá (Betula pendula). V olšinách lze nalézt kapradiník bažinný (Thelypteris palustris).

### Fauna

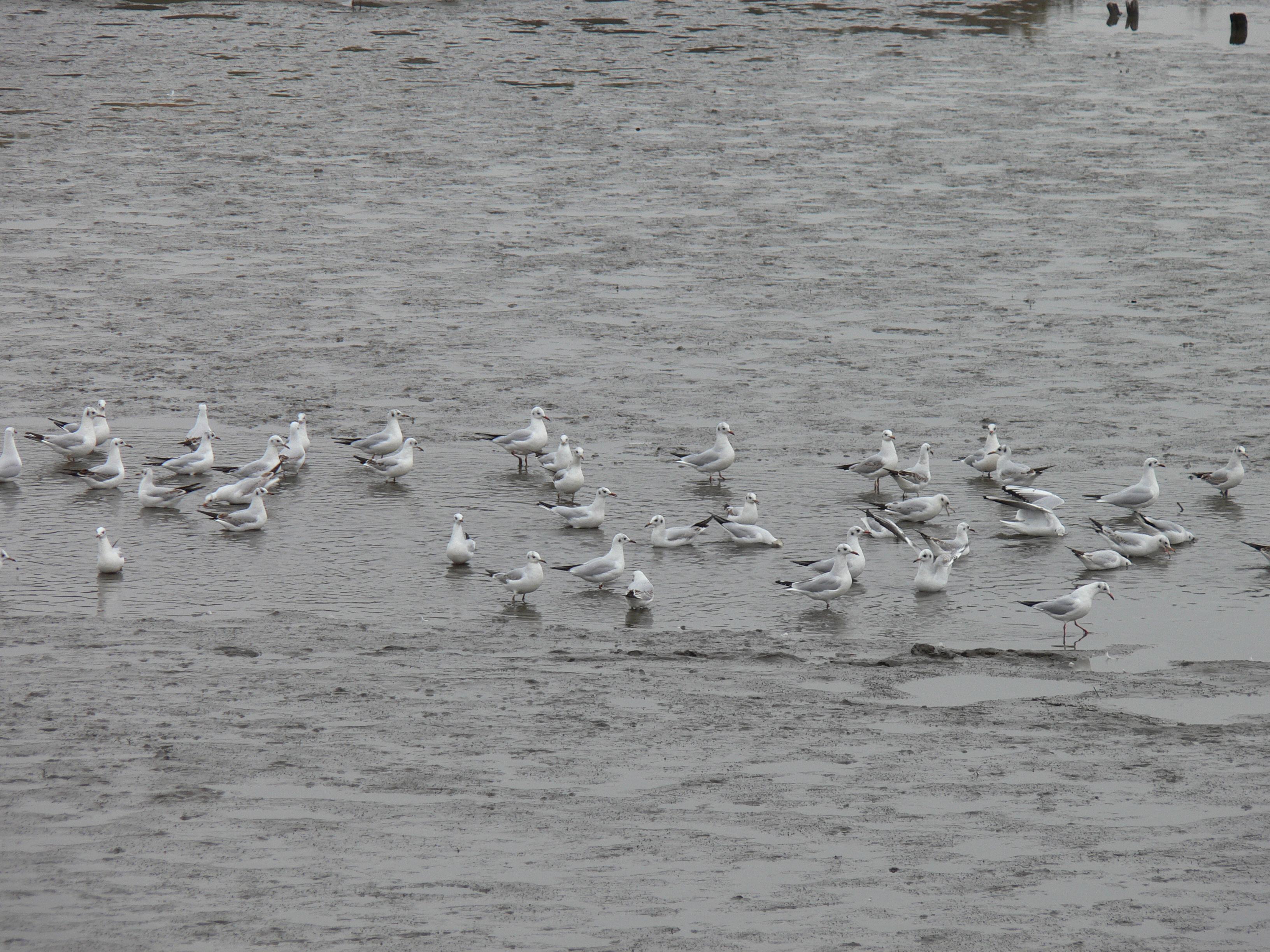
Racek chechtavý je zde zcela běžným druhem

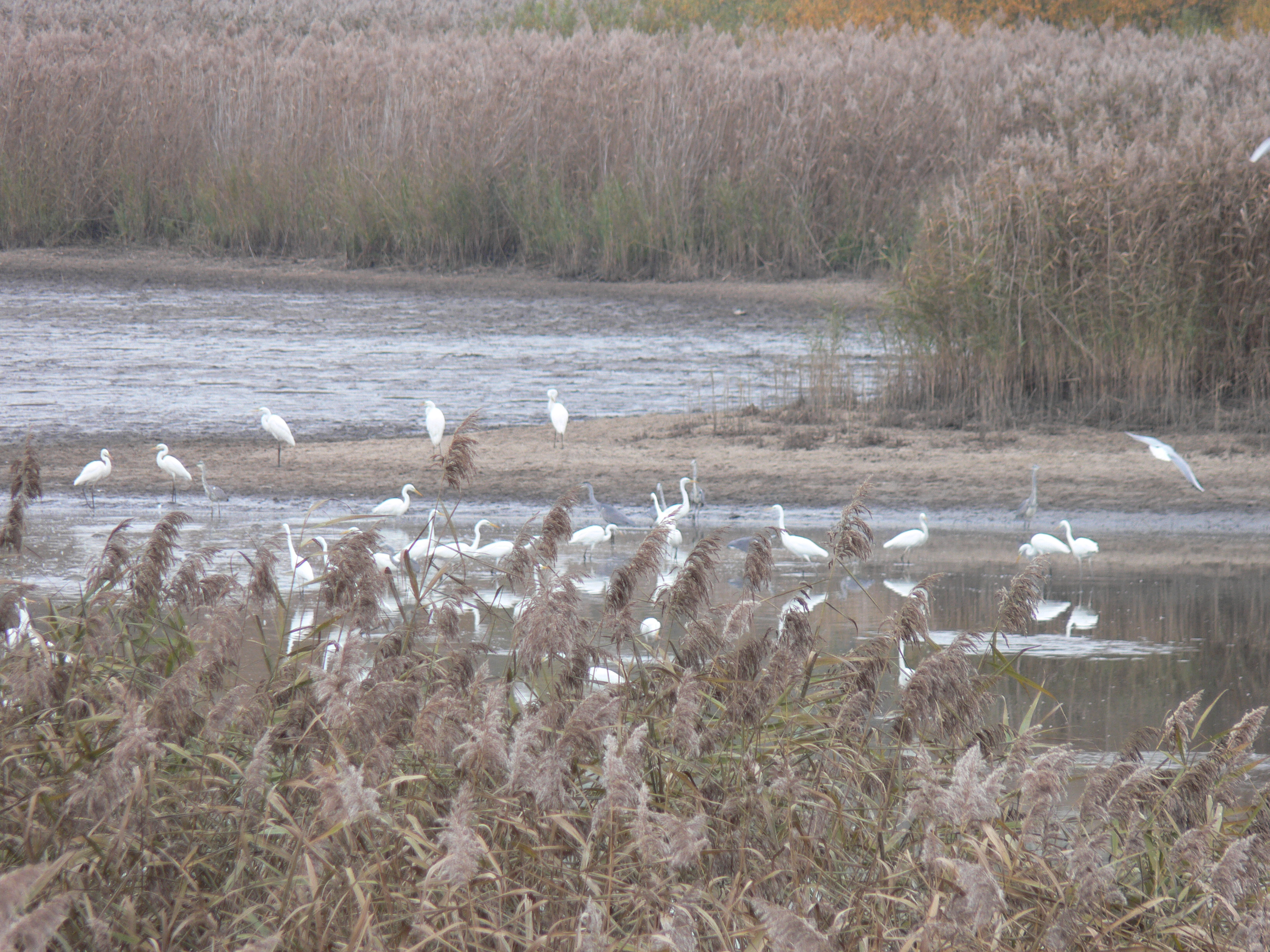
Skupina volavek bílých a popelavých

Co se týče bezobratlých živočichů, bylo na území národní rezervace zjištěno 33 druhů měkkýšů, například kriticky ohrožená hrachovka okružankovitá (Pisidium pseudosphaerium) nebo ohrožená okružanka mokřadní (Sphaerium nucleus), 66 druhů brouků, 37 druhů vážek, např. silně ohrožená klínatka rohatá (Ophiogomphus serpentinus), 37 druhů denních motýlů, např. ohrožení batolec červený (Apatura ilia), batolec duhový (Apatura iris) a bělopásek topolový (Limenitis populi) a 19 druhů chrostíků, např. vzácný Erotesis baltica, celkem 162 druhů hmyzu. Ze členovců je zde početná populace listonoha letního (Triops cancriformis).
Z 10 zaznamenaných druhů obojživelníků lze zmínit např. čolka obecného (Triturus vulgaris), rosničku zelenou (Hyla arborea) a již zmíněnou kuňku ohnivou (Bombina bombina). Dále pak 4 druhy plazů a na 30 druhů savců, pozorována byla i vydra říční (Lutra lutra).

#### Ptáci

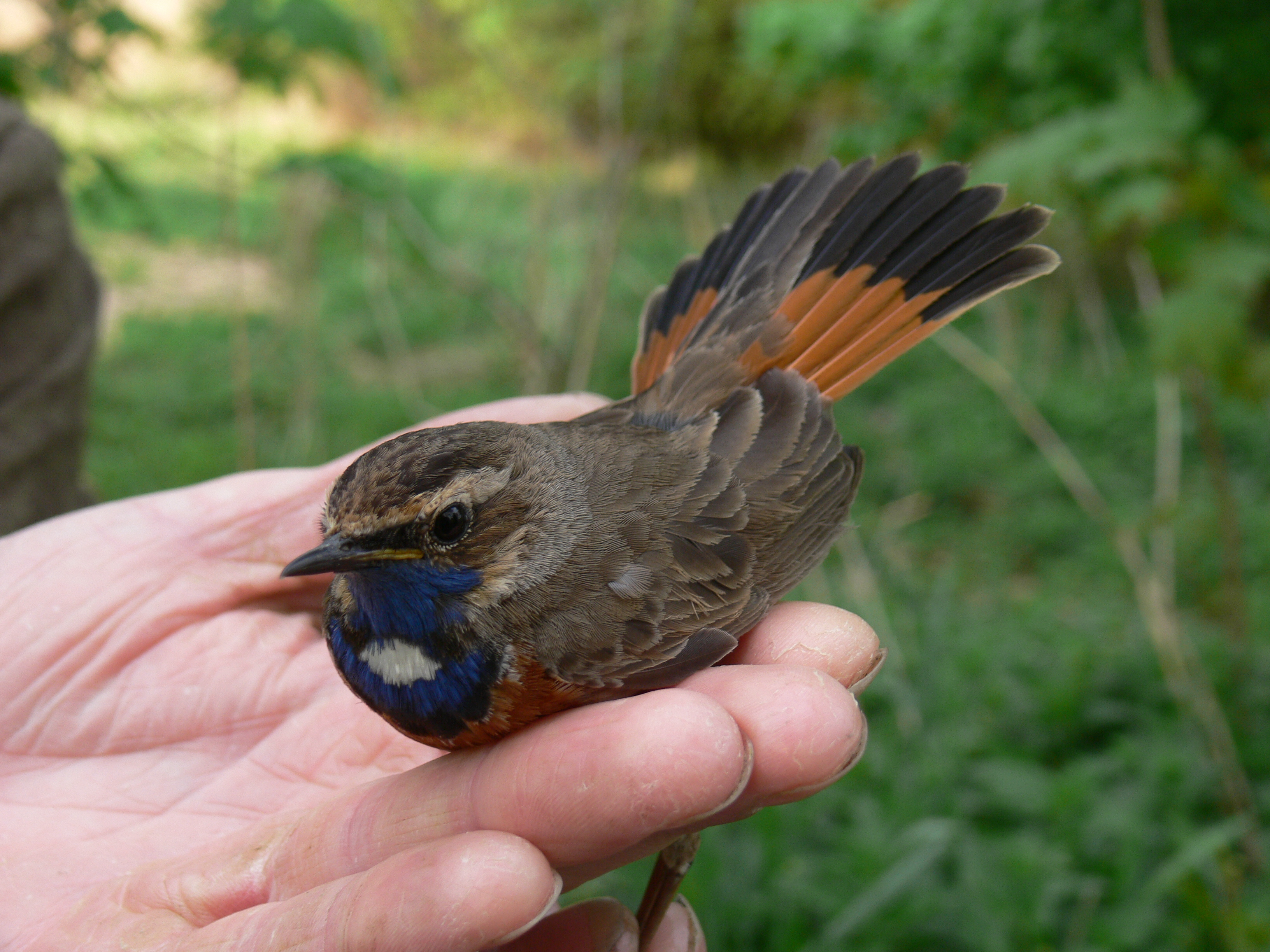
Slavík modráček

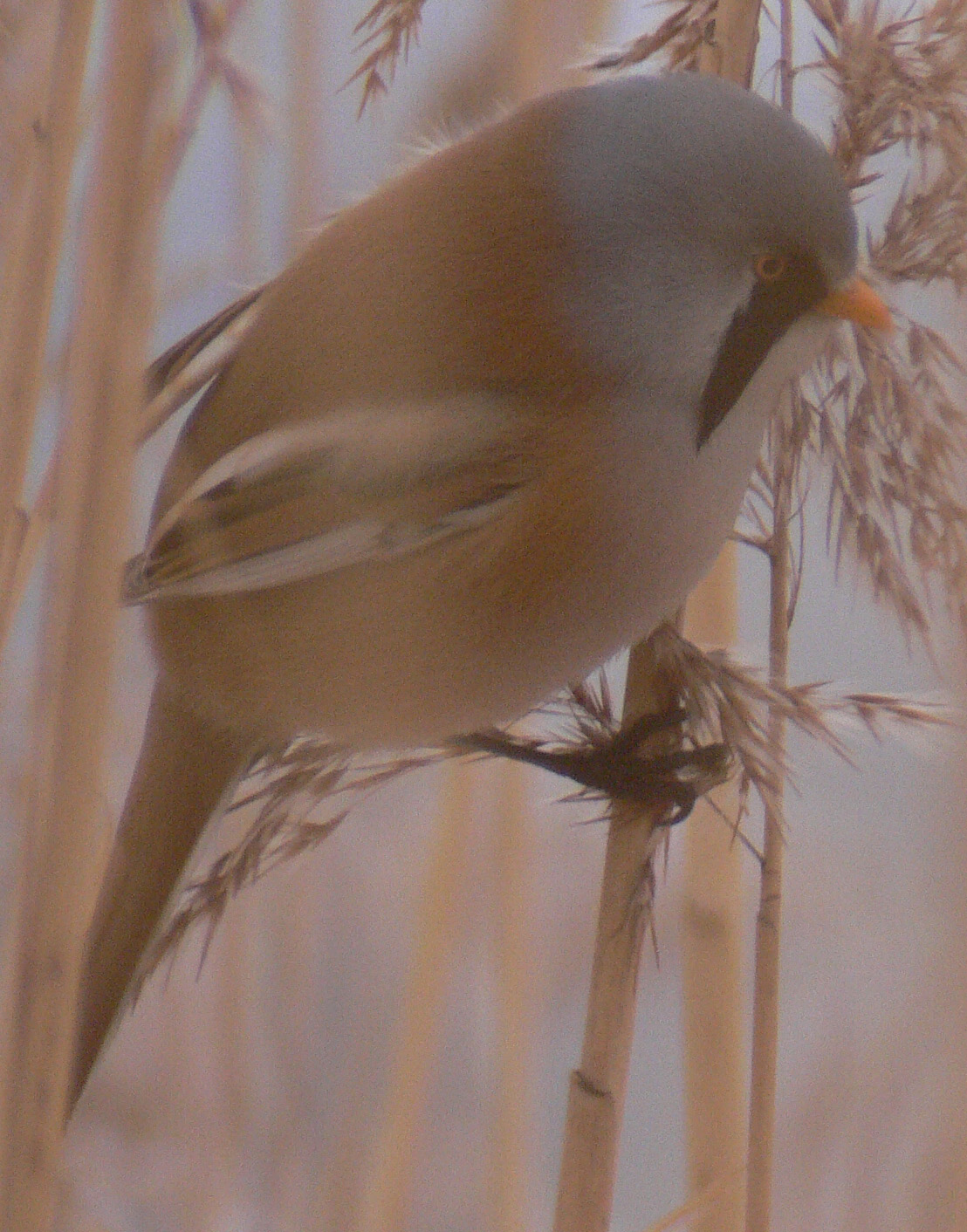
Sýkořice vousatá

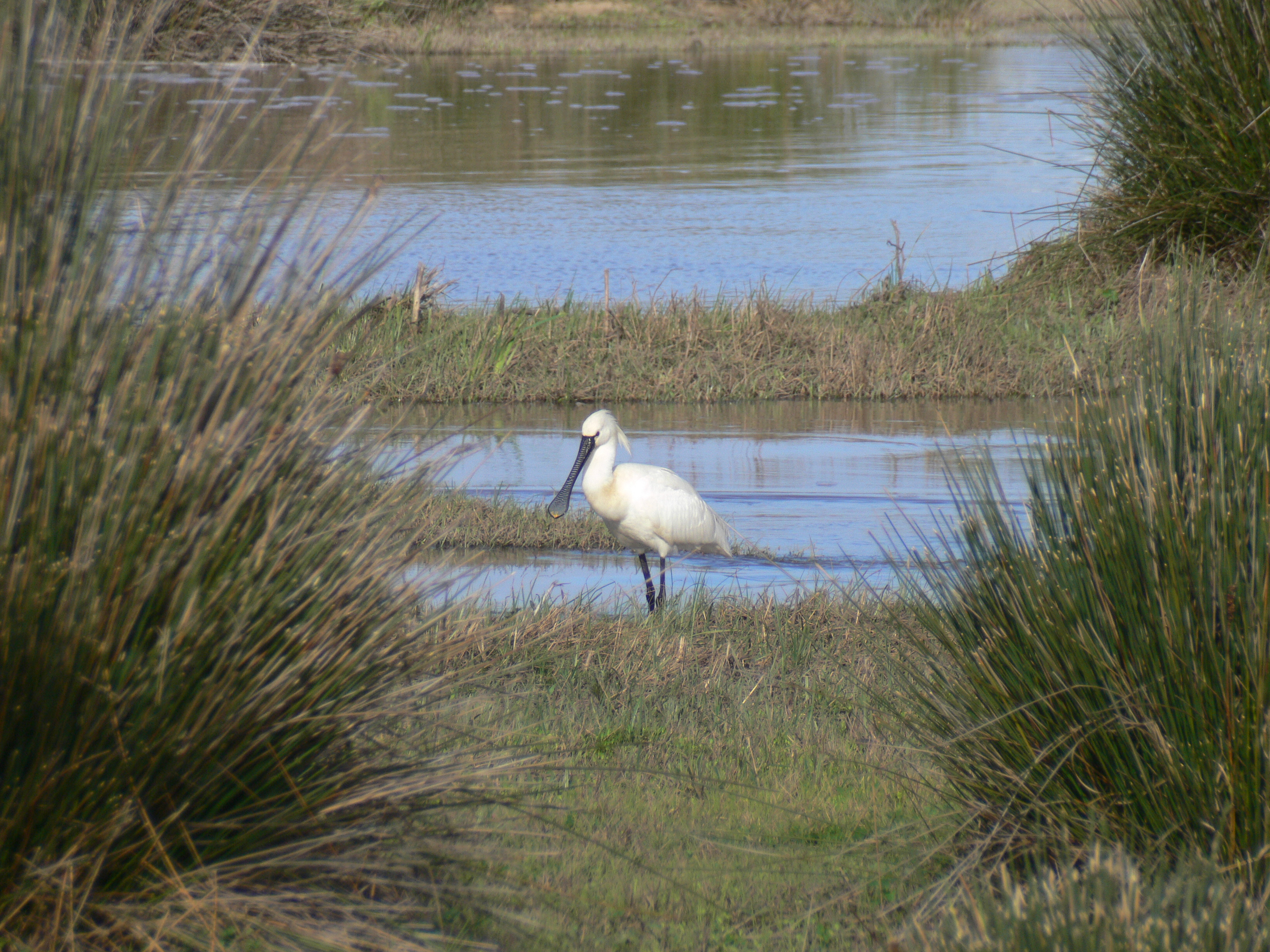
Kolpík bílý je zde vzácným hostem

Oblast Bohdanečského rybníka je především ornitologickou lokalitou, jednou z nejvýznamnějších v Pardubickém kraji. Během let 1995 až 2002 zde bylo zaznamenáno 185 druhů ptáků, z toho 78 hnízdících.
Lokalita funguje jako důležité shromaždiště, hnízdiště, tahová zastávka i zimoviště pro mnoho druhů, včetně druhů z přílohy I Směrnice o ptácích, např. bukač velký (Botaurus stellaris) a moták pilich (Circus cyaneus)- zimující, bukáček malý (Ixobrychus minutus) a slavík modráček (Luscinia svecica)-hnízdící, lejsek bělokrký (Ficedula albicollis) a ťuhýk obecný (Lanius collurio).
V rákosinách početně nocují druhy jako špaček obecný (Sturnus vulgaris), vlaštovka obecná (Hirundo rustica) a vzácněji konipas luční (Motacilla flava).
V létě se sem slétává až 300 labutí velkých (Cygnus olor), na podzim čírky obecné (Anas crecca), kterých bylo v listopadu roku 2001 při průtahu pozorováno až 975 jedinců, kachny divoké (Anas platyrhynchos), běžně se zde nachází stovky racků chechtavých (Larus ridibundus), desítky racků bělohlavých (Larus cachinnans), volavek popelavých (Ardea cinerea) a bílých (Egretta alba).
Z dalších významných druhů zde hnízdí již zmíněný chřástal kropenatý (Porzana porzana), chřástal vodní (Rallus aquaticus), sýkořice vousatá (Panurus biarmicus), čejka chocholatá (Vanellus vanellus) a od roku 2005 také jeřáb popelavý (Grus grus), zaznamenáno bylo i hnízdění potápky černokrké (Podiceps nigricollis)a v minulosti také břehouše černoocasého (Limosa limosa).
Mimořádně byly v rezervaci pozorovány i tyto druhy:kolpík bílý (Platalea leucorodia) zdržující se na lokalitě na přelomu dubna a května 2000, konipas citronový (Motacilla citreola) v dubnu 2000 a rákosník tamaryškový (Acrocephalus melanopogon) v červenci 2001 či rákosník ostřicový (Acrocephalus paludicola) v srpnu 2002.
V oblasti ornitologie zde působí Východočeská pobočka České společnosti ornitologické (VČP ČSO) a Patronátní skupina významného ptačího území-Bohdanečský rybník.
V letech 1974–1979 byl na lokalitě proveden ornitologický výzkum, v letech 1998–1999 byl zopakován ve stejných liniích (sčítání vždy 4× v hnízdní sezóně, tj. květen–červen). Porovnáním těchto dvou studií vyšel úbytek denzity z 161,5 párů/10 ha na 69 párů/10 ha. Počet zjištěných druhů se snížil ze 78 na 48.

## Turistika

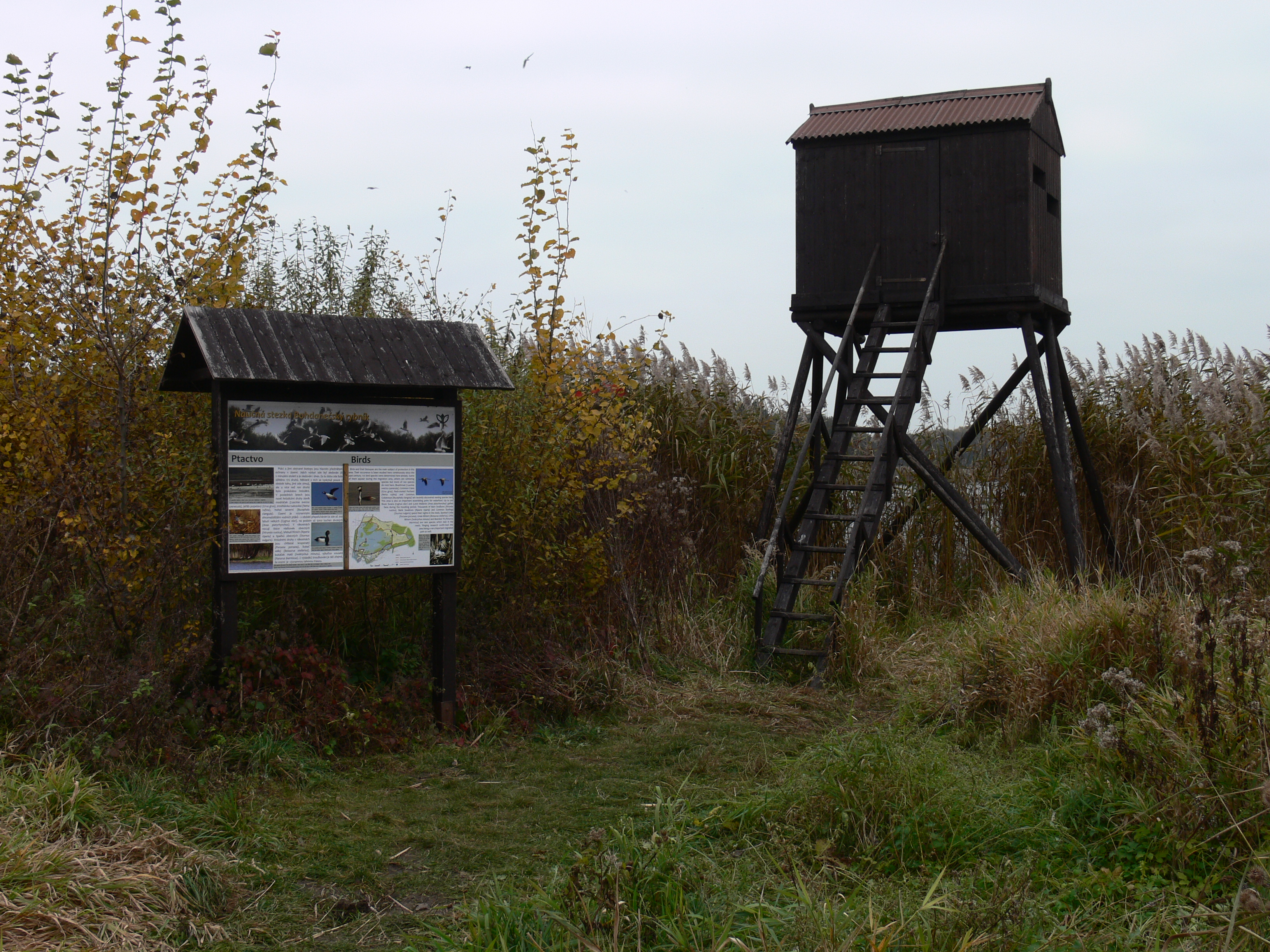
Ornitologická pozorovatelna na Polákově poloostrově

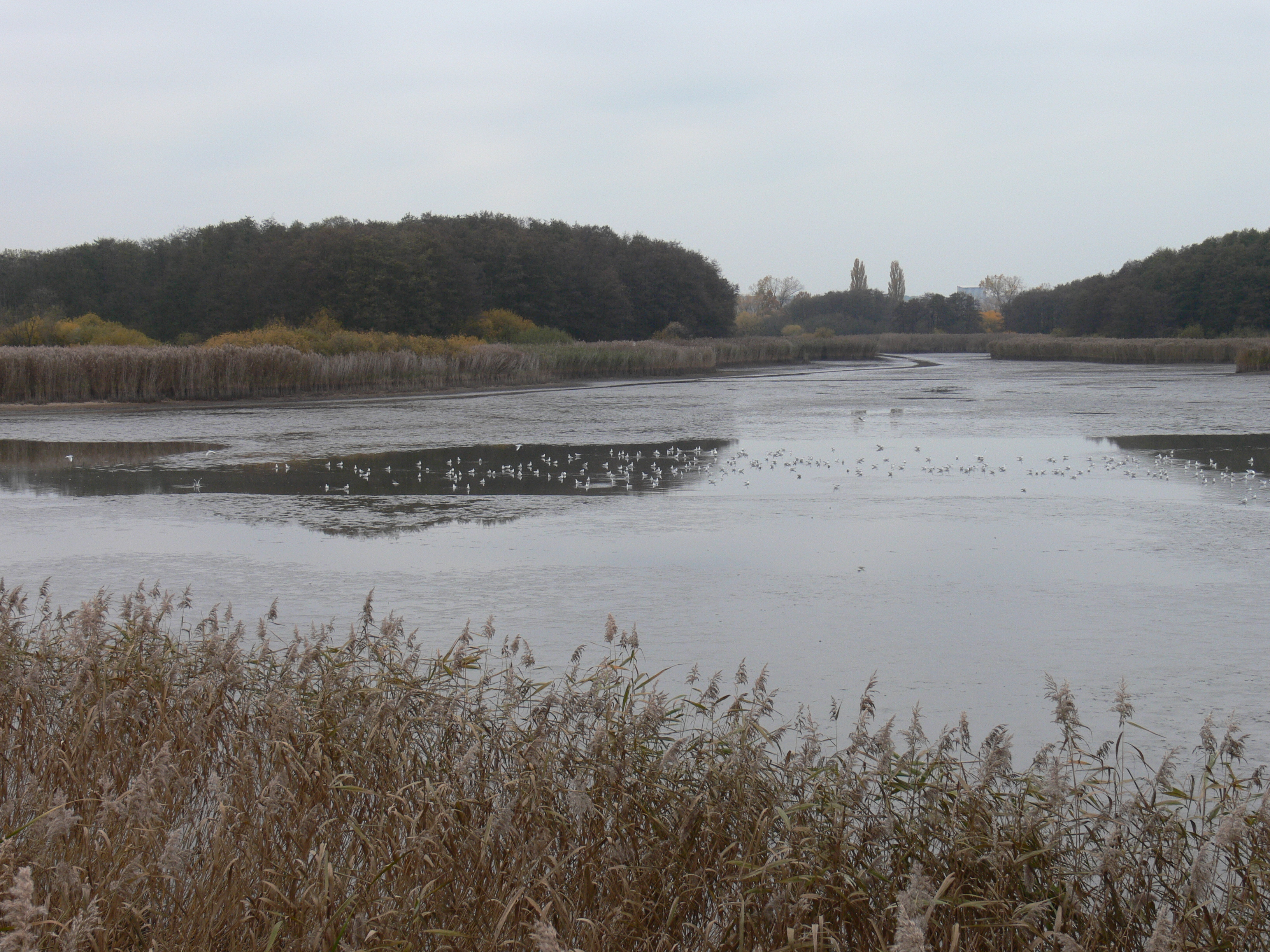
Pohled z pozorovatelny

Po okraji území rezervace, okolním lesem a loukami, vede naučná stezka o délce 7,25 km. Naučná stezka v západní části rybníka je velmi špatně přístupná a není na ní mnoho k vidění. Již není udržována a je velmi hustě zarostlá náletovými rostlinami a spadlými kmeny stromů. Pro turistiku není vhodná. Pěkně přístupná je východní část stezky, která je součástí cyklostezky. Tato část je vhodná i pro rodiny s dětmi.
Cestou je rozmístěno několik informačních tabulí a na Polákově poloostrově je k dispozici pozorovatelna s otevřeným výhledem na rybník.
Rybník Matka leží uvnitř rezervace a navštívit ho nelze.
Podél východní a jižní části trasy vede cyklostezka č. 4040.
Spolek pro ochranu mokřadů Pardubice a Česká společnost ornitologická zde každoročně pořádají akce pro veřejnost, například Vítání ptačího zpěvu, Svátek hmyzu, Festival ptactva a Pletení pomlázek.

## Ohrožení

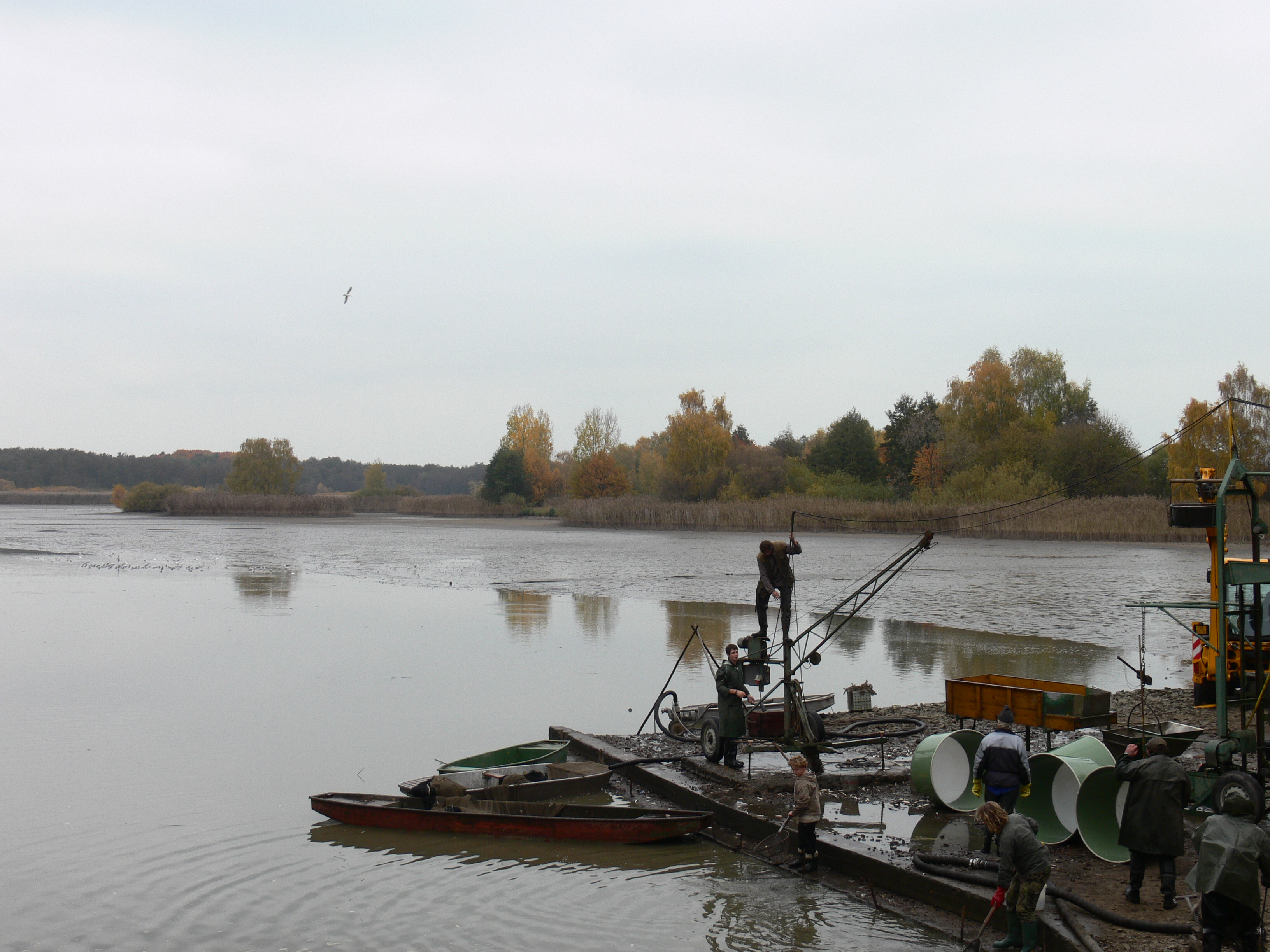
Výlov rybníka

Jedním z ohrožujících faktorů je chov kapra (ačkoliv intenzivní hospodaření bylo nahrazeno extenzivním), což vede ke snižování stavu zooplanktonu, měkkýšů a larev hmyzu, a tím ke snižování potravní nabídky pro ptáky.
Druhým problémem je stárnutí rákosin a zarůstání. Dalším je přemnožení divokých prasat a přikrmování zvěře, která je lákána dovnitř rezervace a následně může způsobit škody hnízdícím ptákům.
Nakonec zde jsou neukáznění návštěvníci, běžkaři, bruslaři, jezdci na koních, kteří vstupují mimo vyznačené cesty.

## Plán péče a ochrana
Plán péče určuje omezení rybářského obhospodařování, zákaz lovu pernaté zvěře a zákaz přikrmování zvěře. Ukládá dodržování ochranných podmínek národní přírodní rezervace a zároveň stanovuje péči o biotopy a pravidelné kontroly vývoje lokality a soulad vývoje s cíli plánu.